# Gia Viễn, Ninh Bình
Gia Viễn	là một xã thuộc tỉnh Ninh Bình, Việt Nam.

## Địa lý
Trụ sở xã nằm cách phường Hoa Lư - trung tâm tỉnh lỵ Ninh Bình 11 km về phía Tây Bắc, có vị trí địa lý:
- Phía nam giáp xã Đại Hoàng và xã Gia Phong.
- Phía tây giáp xã Gia Hưng và xã Gia Tường.
- Phía đông giáp xã Gia Vân, xã Gia Trấn và xã Thanh Lâm.
- Phía bắc giáp xã Lạc Thủy của tỉnh Phú Thọ.

Xã Gia Vân	có diện tích:	39,80 km², 	dân số:	28.921 người, mật độ dân số: 	726	người/km². 
Đây là đơn vị có diện tích xếp thứ 16, số dân xếp thứ 76 và mật độ dân số xếp thứ 112 trong số 129 xã, phường ở Ninh Bình. 

## Lịch sử
Ngày 5 tháng 12 năm 1953, Quyết định số 450/QN-TC về việc thành lập xã Gia Vượng trên cơ sở một phần của xã Gia Thịnh.
Ngày 1 tháng 4 năm 1986, Hội đồng Bộ trưởng ban hành Quyết định số 34-HĐBT về việc thành lập thị trấn Me trên cơ sở 70,80 ha diện tích tự nhiên của xã Gia Vượng và 18,5 ha diện tích tự nhiên của xã Gia Thịnh.
Sau khi điều chỉnh địa giới:
- Thị trấn Me có tổng diện tích tự nhiên 89,30 ha với 3.297 nhân khẩu.
- Xã Gia Vượng còn 1.300 ha diện tích tự nhiên với 3.898 nhân khẩu.
- Xã Gia Thịnh còn 1.100 hécta diện tích tự nhiên với 6.204 nhân khẩu.

Ngày 6 tháng 11 năm 2008, Chính phủ ban hành Nghị định số 06/NĐ-CP về việc điều chỉnh 210,49 ha diện tích tự nhiên và 1.917 nhân khẩu của xã Gia Vượng; 21,96 ha diện tích tự nhiên và 131 nhân khẩu của xã Gia Thịnh về thị trấn Me quản lý.
Sau khi điều chỉnh địa giới hành chính:
- Thị trấn Me có 339,93 ha diện tích tự nhiên và 5.736 nhân khẩu.
- Xã Gia Thịnh còn lại 538,37 ha diện tích tự nhiên và 7.615 nhân khẩu.
- Xã Gia Vượng còn lại 322,51 ha diện tích tự nhiên và 3.247 nhân khẩu.

Ngày 10 tháng 12 năm 2024, Ủy ban Thường vụ Quốc hội ban hành Nghị quyết số 1318/NQ-UBTVQH15 về việc sắp xếp đơn vị hành chính cấp huyện, cấp xã của tỉnh Ninh Bình giai đoạn 2023 – 2025 (nghị quyết có hiệu lực từ ngày 1 tháng 1 năm 2025). Theo đó, thành lập thị trấn Thịnh Vượng thuộc huyện Gia Viễn – thị trấn huyện lỵ của huyện Gia Viễn trên cơ sở toàn bộ 3,43 km² diện tích tự nhiên, quy mô dân số là 6.885 người của thị trấn Me; toàn bộ 5,37 km² diện tích tự nhiên, quy mô dân số là 8.896 người của xã Gia Thịnh và toàn bộ 3,62 km² diện tích tự nhiên, quy mô dân số là 3.421 người của xã Gia Vượng.
Thị trấn Thịnh Vượng có 12,42 km² diện tích tự nhiên và quy mô dân số là 19.202 người.
Theo Nghị quyết số 1674/NQ-UBTVQH15 ngày 16/6/2025 về sắp xếp các đơn vị hành chính cấp xã của tỉnh Ninh Bình năm 2025, Theo đó, sắp xếp toàn bộ diện tích tự nhiên, quy mô dân số của thị trấn Thịnh Vượng và xã Gia Hòa thành xã mới có tên gọi là xã Gia Viễn.	

## Giao thông
Xã này nằm trên Quốc lộ 37C, 21C và là điểm khởi đầu của quốc lộ 45, và cũng là nơi có sông Hoàng Long chảy qua.
Xã Gia Viễn cũng là điểm khởi đầu của 2 đường tỉnh lộ ĐT477B (Me - Gia Thắng) và ĐT477C (Me - Sơn Lai). Tương lai 2 tuyến quốc lộ 21C và quốc lộ 45 kéo dài đều đi qua trung tâm xã này.

## Du lịch
- Khu du lịch Kênh Gà – Vân Trình ở phía Nam xã là khu du lịch sinh thái nghỉ dưỡng tổng hợp cấp quốc gia với cảnh quan thiên núi ngập nước, những hang động, sông suối và những khu nghỉ dưỡng.
- Khu bảo tồn thiên nhiên Vân Long ở phía Bắc xã là vùng cảnh quan núi ngập nước  có giá trị đa dạng sinh học cao đang được lập hồ sơ đề nghị UNESCO công nhận là di sản thiên nhiên thế giới.